# Gleipner
Gleipner er i den nordiske mytologi den tynde tråd, smedet af dværge på asernes bud, som Fenrisulven er bundet med. Tråden er smedet af fiskenes ånde, fuglenes spyt, bjørnenes sener og bjergenes rødder, kattepoters larm og kvindeskæg. Selvom den ser lille og skrøbelig ud, kan selv ikke Fenrisulven slide den i stykker, og den må derfor blive stående bundet i en hule i Jotunheim lige indtil Ragnarok.
Gleipner er den tredje lænke, Fenrisulven blev bundet med.
Grundet ulvens voksende mistro krævede den i pant en arm. Ingen turde lægge deres arm i gabet på ulven undtagen Tyr. Han er derfor énarmet.